# Колонковая (приток Сангильки)
Колонковая — река в России, протекает по Каргасокскому району Томской области. Устье реки находится в 288 км по левому берегу реки Сангилька. Длина реки составляет 16 км.

## Данные водного реестра
По данным государственного водного реестра России относится к Верхнеобскому бассейновому округу, водохозяйственный участок реки — Обь от впадения реки Васюган до впадения реки Вах, речной подбассейн реки — Васюган. Речной бассейн реки — (Верхняя) Обь до впадения Иртыша.